# Uso humano de las plantas

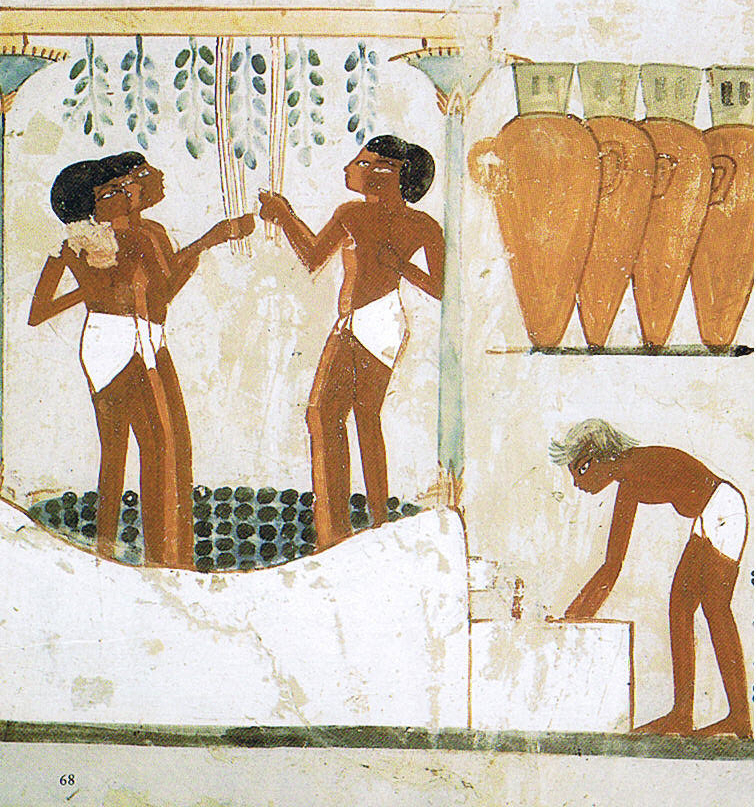
Uvas pisadas para extraer el jugo y elaborar vino en jarras de almacenamiento. Tumba de Nakht, dinastía XVIII, Tebas, Antiguo Egipto

El uso humano de las plantas incluyen tanto aplicaciones prácticas, como para alimento, ropa y medicina, como usos simbólicos, como en el arte, la mitología y la literatura. Los materiales derivados de las plantas se denominan colectivamente "productos vegetales".
Las plantas comestibles han sido durante mucho tiempo una fuente de nutrición para los humanos, la provisión confiable de alimentos a través de la agricultura y la horticultura es la base de la civilización desde la Revolución Neolítica. Las hierbas medicinales fueron y siguen siendo ingredientes clave en muchas prácticas de medicina tradicional, así como materias primas para algunos fármacos modernos. El estudio de los usos de las plantas por pueblos indígenas es la etnobotánica, mientras que la botánica económica se centra en las plantas cultivadas modernas. Las plantas también se utilizan como materia prima para muchos productos industriales, incluyendo madera, papel y textiles, así como una amplia gama de químicos.
Las plantas ornamentales brindan placer a millones de personas a través de la jardinería y la floricultura es un pasatiempo popular entre muchos. La viticultura y la vinificación pueden ofrecer tanto valor culinario como económico a la sociedad. En el arte, la mitología, la religión, la literatura y el cine, las plantas desempeñan roles importantes, simbolizando temas como la fertilidad, el crecimiento, la pureza y el renacimiento. En la arquitectura y las artes decorativas, las plantas proporcionan muchos temas, como los arabescos islámicos y las formas de acanto talladas en los capiteles de las columnas del orden corintio.

## Contexto
La cultura consiste en el comportamiento social y las normas encontradas en las sociedades humanas y transmitidas a través del aprendizaje social. Los universales culturales en todas las sociedades humanas incluyen formas expresivas como el arte, la música, la danza, el ritual, la religión y las tecnologías como el uso de herramientas, la cocina, el refugio y la ropa. El concepto de cultura material abarca expresiones físicas como la tecnología, la arquitectura y el arte, mientras que la cultura inmaterial incluye principios de organización social, mitología, filosofía, literatura y ciencia.

## Usos prácticos

### Como alimento

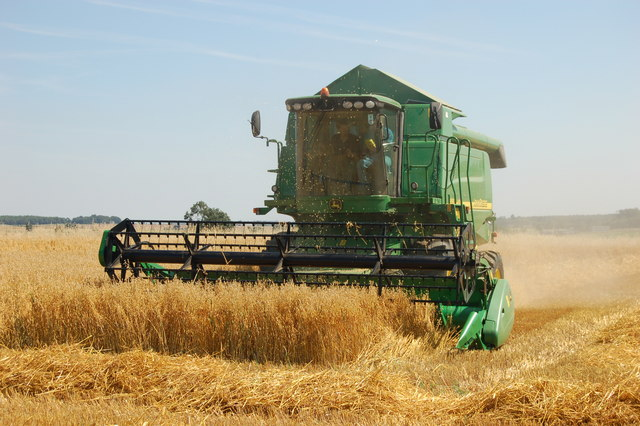
Cosecha de avena

Los humanos dependen de las plantas para obtener alimento, ya sea directamente o como alimento para animales domésticos. La agricultura se ocupa de la producción de cultivos alimentarios y ha desempeñado un papel clave en la historia de las civilizaciones mundiales. La agricultura incluye la agronomía para cultivos arables, la horticultura para hortalizas y frutas, la silvicultura para madera. Alrededor de 7.000 especies de plantas se han utilizado como alimento, aunque la mayoría de los alimentos actuales provienen de solo 30 especies. Los principales alimentos básicos incluyen cereales como el arroz y el trigo, raíces y tubérculos ricos en almidón como la yuca y la patata, legumbres como guisantes y frijoles. Los aceites vegetales como el aceite de oliva proporcionan lípidos, mientras que las frutas y verduras aportan vitaminas y minerales a la dieta.

### En la industria

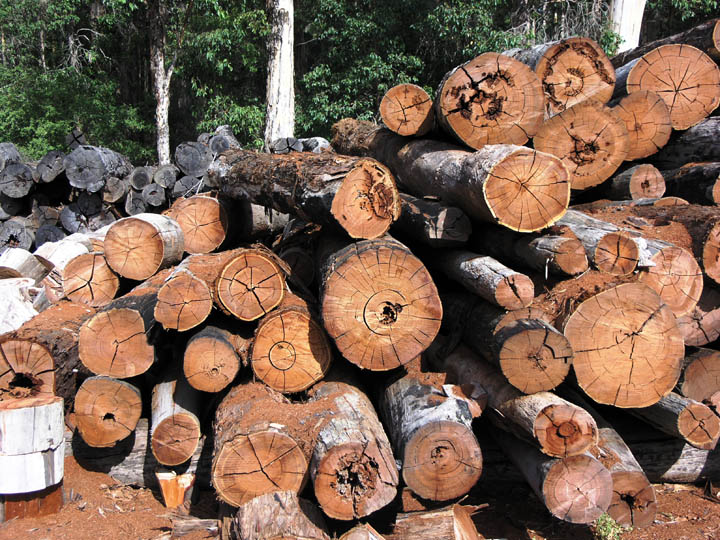
Madera

Las plantas cultivadas como cultivos industriales son la fuente de una amplia gama de productos utilizados en la fabricación, a veces de manera tan intensiva que pueden dañar el medio ambiente. Los productos no alimentarios incluyen aceites esenciales, tintes naturales, pigmentos, ceras, resinas, taninos, alcaloides, ámbar y corcho. Los productos derivados de las plantas incluyen jabones, champús, perfumes, cosméticos, pintura, barniz, trementina, caucho, látex, lubricantes, linóleo, plásticos, tintas y gomas. Los combustibles renovables de las plantas incluyen leña, turba y otros biocombustibles. Los combustibles fósiles como el carbón, el petróleo y el gas natural se derivan de los restos de organismos acuáticos, incluyendo fitoplancton en el tiempo geológico.
Los materiales estructurales y las fibras de las plantas se utilizan para construir viviendas y fabricar ropa. La madera se usa no solo para edificios, barcos y muebles, sino también para artículos más pequeños como instrumentos musicales, herramientas manuales y equipos deportivos. La madera se convierte en pasta para fabricar papel y cartón. La tela a menudo se hace de algodón, lino, ramio o fibras sintéticas como rayón y acetato derivadas de la celulosa vegetal. El hilo usado para coser telas también proviene en gran parte del algodón.

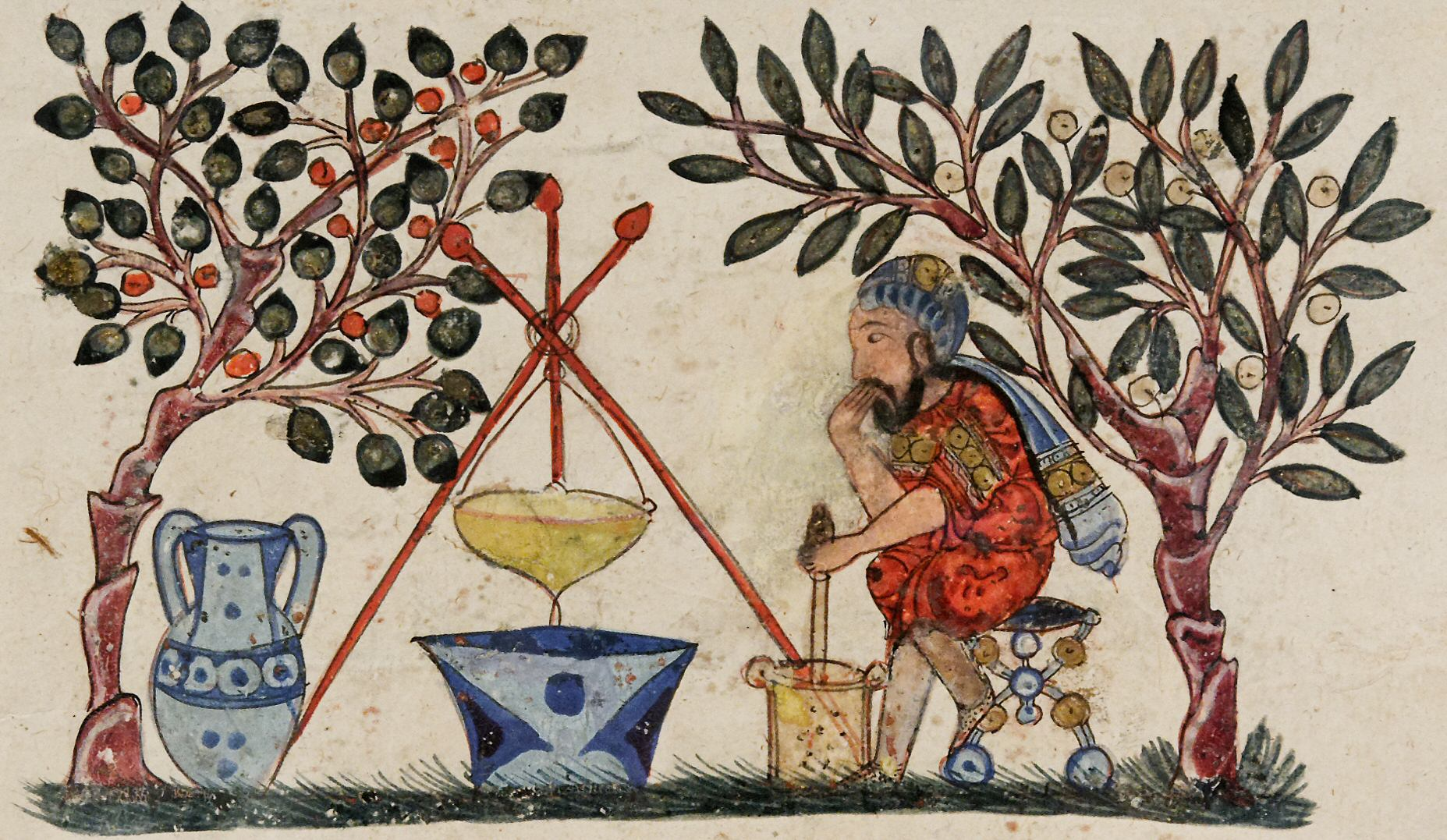
Un médico preparando un elixir, de una versión árabe de la farmacopea de Dioscórides de 1224.

Las plantas son una fuente primaria de químicos básicos, tanto por sus efectos medicinales y fisiológicos como para la síntesis industrial de una amplia gama de químicos orgánicos.

### En medicina
Cientos de medicamentos se derivan de las plantas, tanto los medicamentos tradicionales utilizados en la herboristería como sustancias químicas purificadas de plantas o identificadas por primera vez en ellas, a veces mediante búsqueda etnobotánica y luego sintetizadas para su uso en la medicina moderna. Los medicamentos modernos derivados de plantas incluyen aspirina, taxol, morfina, quinina, reserpina, colchicina, digitalis y vincristina. Las plantas usadas en herboristería incluyen ginkgo, echinacea , matricaria y hierba de San Juan. La farmacopea de Dioscórides, De Materia Medica, que describe unas 600 plantas medicinales, fue escrita entre los años 50 y 70 d. C. y permaneció en uso en Europa y Medio Oriente hasta alrededor del 1600 d. C.; fue el precursor de todas las farmacopeas modernas.

### Para químicos
Los pesticidas derivados de plantas incluyen nicotina, rotenona, estricnina y piretrinas. Plantas como tabaco, cannabis, adormidera y coca producen químicos psicotrópicos. Los venenos de plantas incluyen atropina, ricina, cicuta y curare, aunque muchos de estos también tienen usos medicinales.

### En jardinería

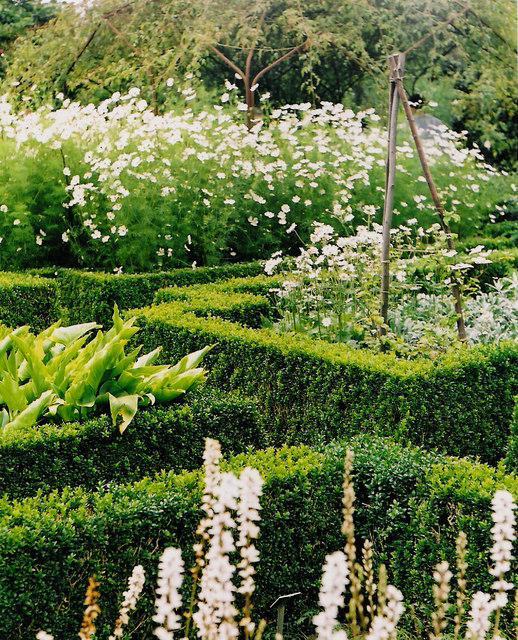
El jardín blanco en Sissinghurst

Miles de especies de plantas se cultivan con fines estéticos, además de proporcionar sombra, modificar temperaturas, reducir el viento, disminuir el ruido, ofrecer privacidad y prevenir la erosión del suelo. Las plantas son la base de una industria turística de miles de millones de dólares al año, que incluye viajes a jardines históricos, parques nacionales, selvas tropicales, bosques con hojas de otoño coloridas y festivales como el de Japón y el Festival Nacional de los Cerezos en Flor de América.
También existen formas de arte especializadas en la disposición de plantas cortadas o vivas, como el bonsái, el ikebana y la disposición de flores cortadas o secas. Las plantas ornamentales a veces han cambiado el curso de la historia, como en la tulipomanía.

### En ciencia

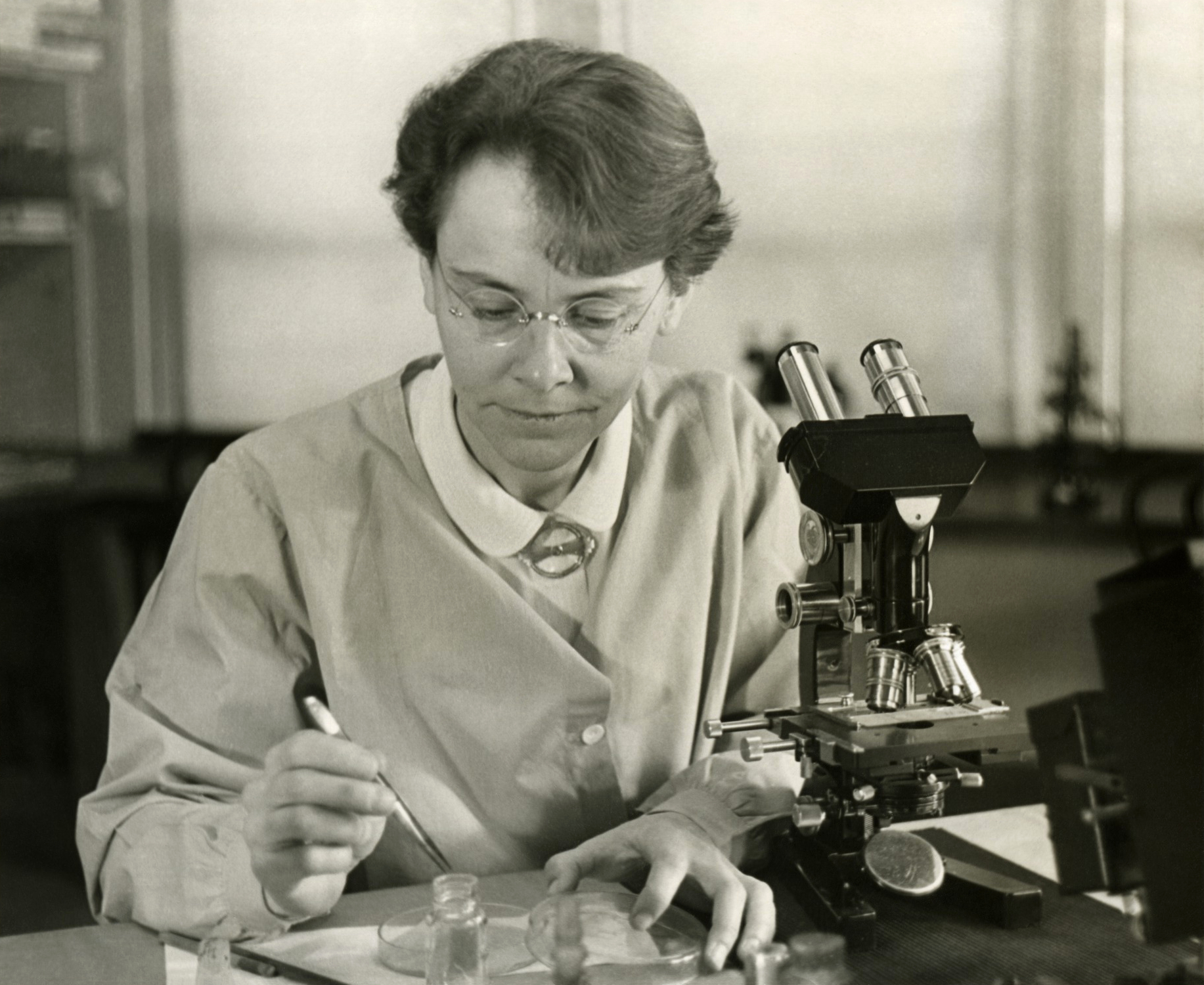
Barbara McClintock (1902–1992), una pionera citogeneticista que estudió el mecanismo de la herencia usando maíz

La investigación biológica básica a menudo se ha realizado con plantas. En genética, el cultivo de plantas de guisante permitió a Gregor Mendel derivar las leyes básicas que rigen la herencia y el examen de cromosomas en maíz permitió a Barbara McClintock demostrar su conexión con rasgos heredados. La planta Arabidopsis thaliana se usa en laboratorios como un organismo modelo para entender cómo los genes controlan el crecimiento y desarrollo de estructuras vegetales. La NASA predice que las estaciones espaciales o colonias espaciales dependerán algún día de las plantas para el soporte vital.
Los avances científicos en ingeniería genética llevaron al desarrollo de cultivos. Los cultivos genéticamente modificados introducen nuevos rasgos a las plantas que no poseen naturalmente. Estos pueden traer beneficios como una disminución en el uso de pesticidas dañinos, al incorporar cualidades como resistencia a insectos y tolerancia a herbicidas.

### Estructuras vivas

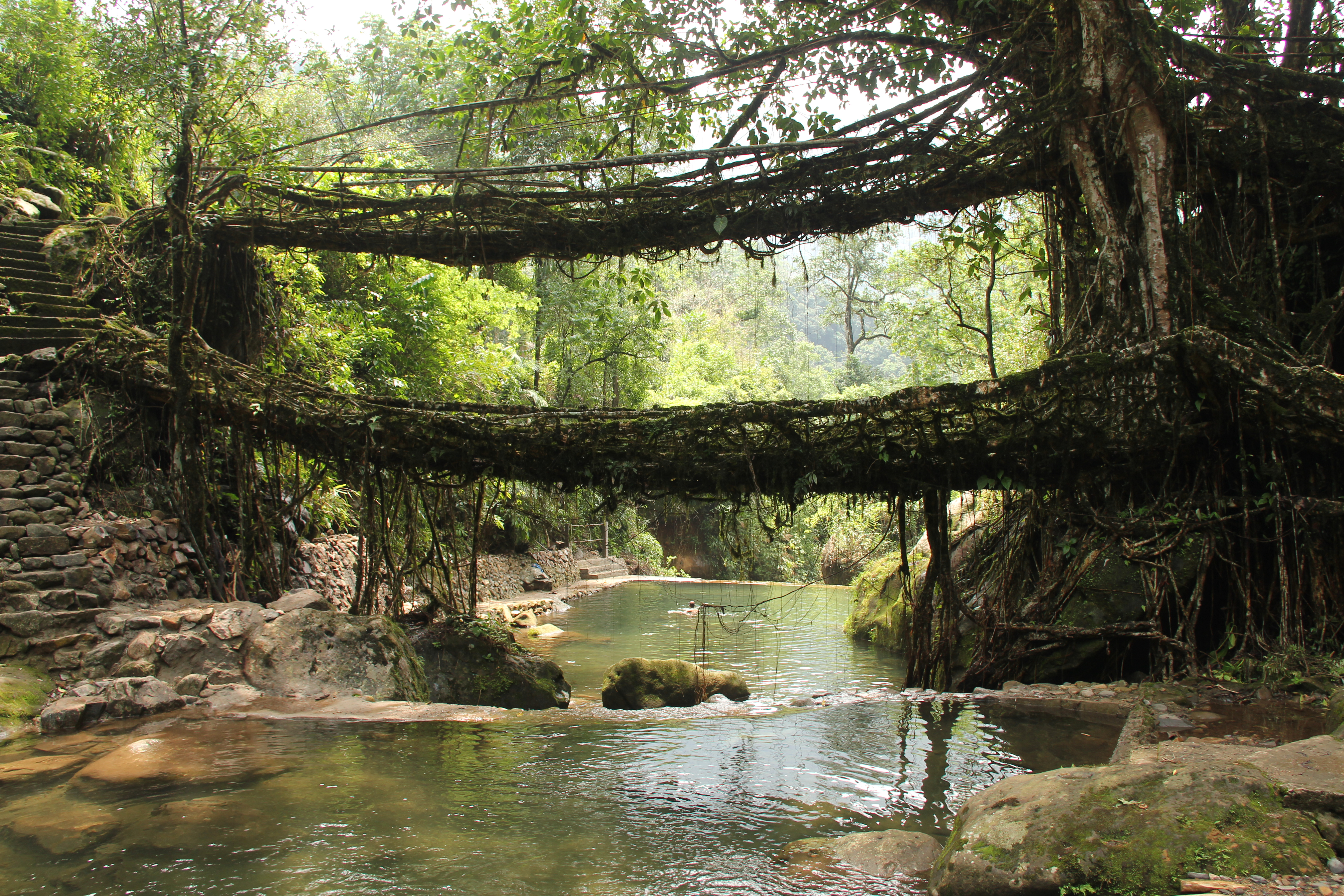
Dos puentes de raíces vivas en el estado de Meghalaya (India)

La capacidad de los árboles para injertarse se aprovecha ocasionalmente mediante el moldeo de árboles para crear puentes de raíces vivas en los estados de Meghalaya y Nagaland en India y en las islas de Sumatra y Java en Indonesia. Las raíces aéreas de los árboles de higuera de caucho, Ficus elastica, se utilizan para formar puentes colgantes a través de arroyos montañosos.

## Usos simbólicos

### En el arte

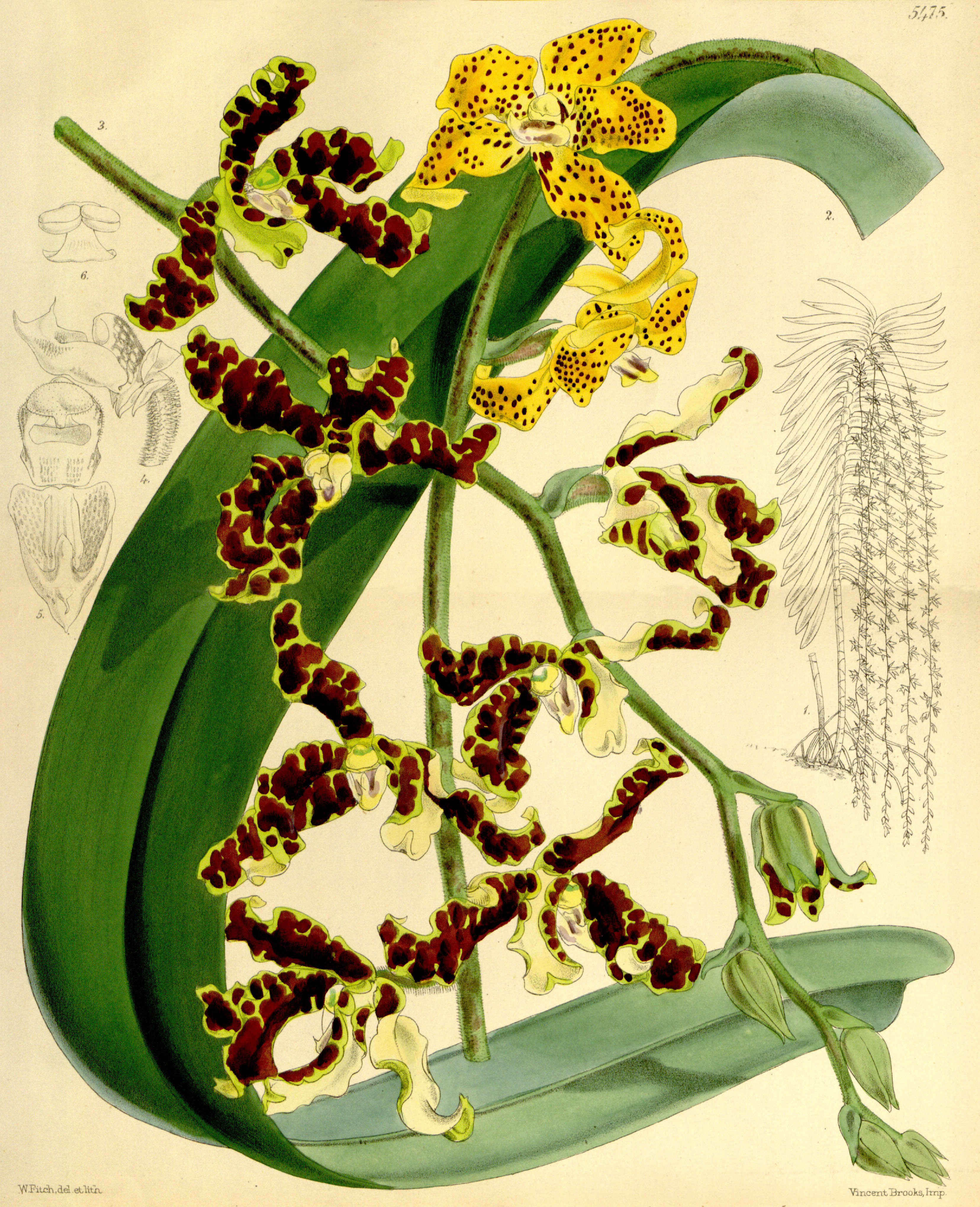
Ilustración botánica de Dimorphorchis lowii por Walter Hood Fitch en 1864

Las plantas aparecen en el arte, ya sea para ilustrar su apariencia botánica o para los propósitos del artista, que pueden incluir decoración o simbolismo, a menudo religioso. Por ejemplo, la Virgen María fue comparada por el Venerable Beda con un lirio, los pétalos blancos denotando la pureza del cuerpo, mientras que los anteras amarillos significaban la luz radiante del alma; en consecuencia, los retratos europeos de la Anunciación de la Virgen pueden mostrar un jarrón de lirios blancos en su habitación para indicar sus atributos. Las plantas también se usan a menudo como fondos o características en retratos y como sujetos principales en bodegónes.

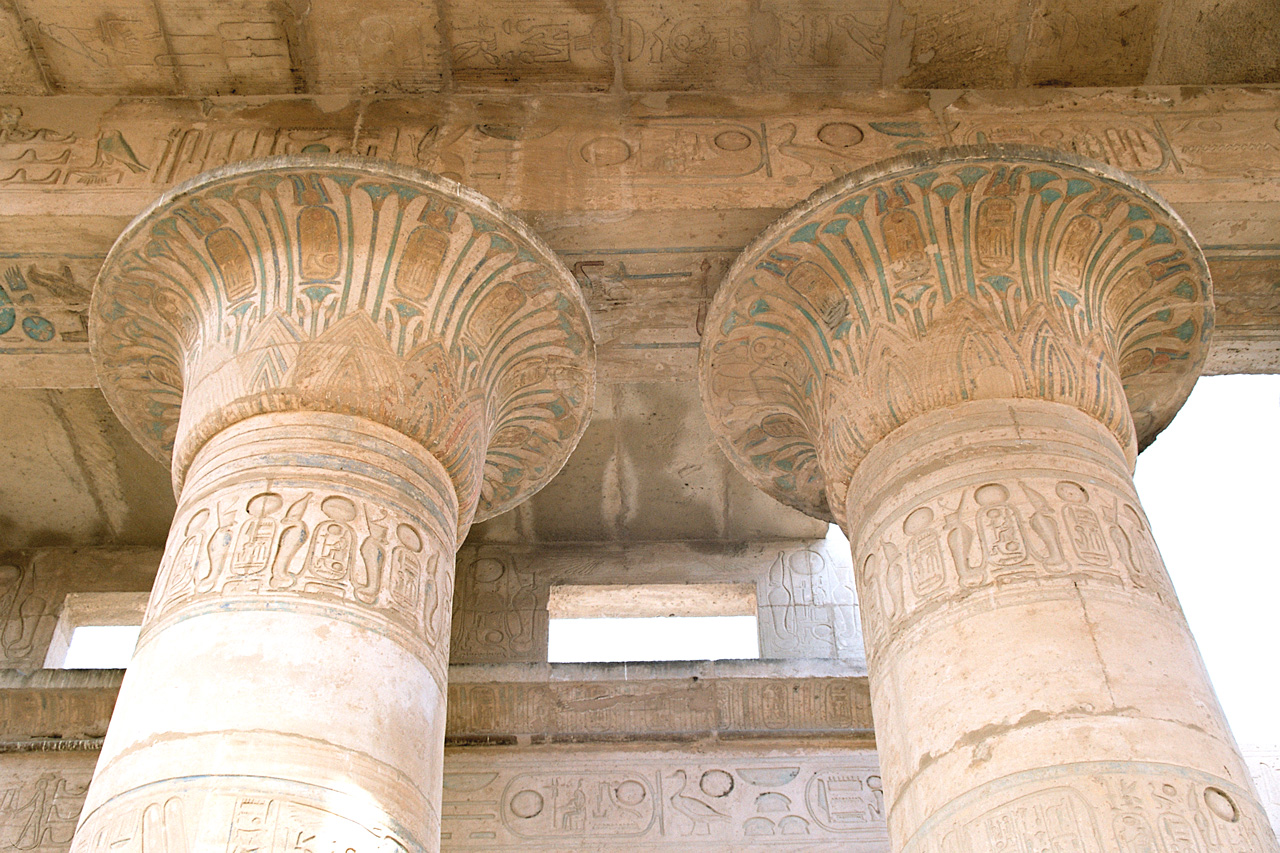
Capiteles de columnas egipcias antiguas decoradas para parecerse a plantas de papiro. Luxor (Egipto)

Los diseños arquitectónicos que se asemejan a plantas aparecen en los capiteles de las columnas del Antiguo Egipto, que fueron talladas para parecerse al loto blanco egipcio o al papiro. Las columnas griegas del orden corintio están decoradas con hojas de acanto. El arte islámico, también hace uso frecuente de motivos y patrones vegetales, incluyendo en los capiteles de columnas. Estos diseños se volvieron cada vez más elaborados y estilizados, apareciendo como arabescos complejos y motivos geométricos en objetos como la Alfombra de Ardabil y baldosas cerámicas persas de diez puntas, influyendo en las artes decorativas en el mundo occidental en formas como el Rococo y más tarde el movimiento Arts and Crafts.

### En literatura y cine

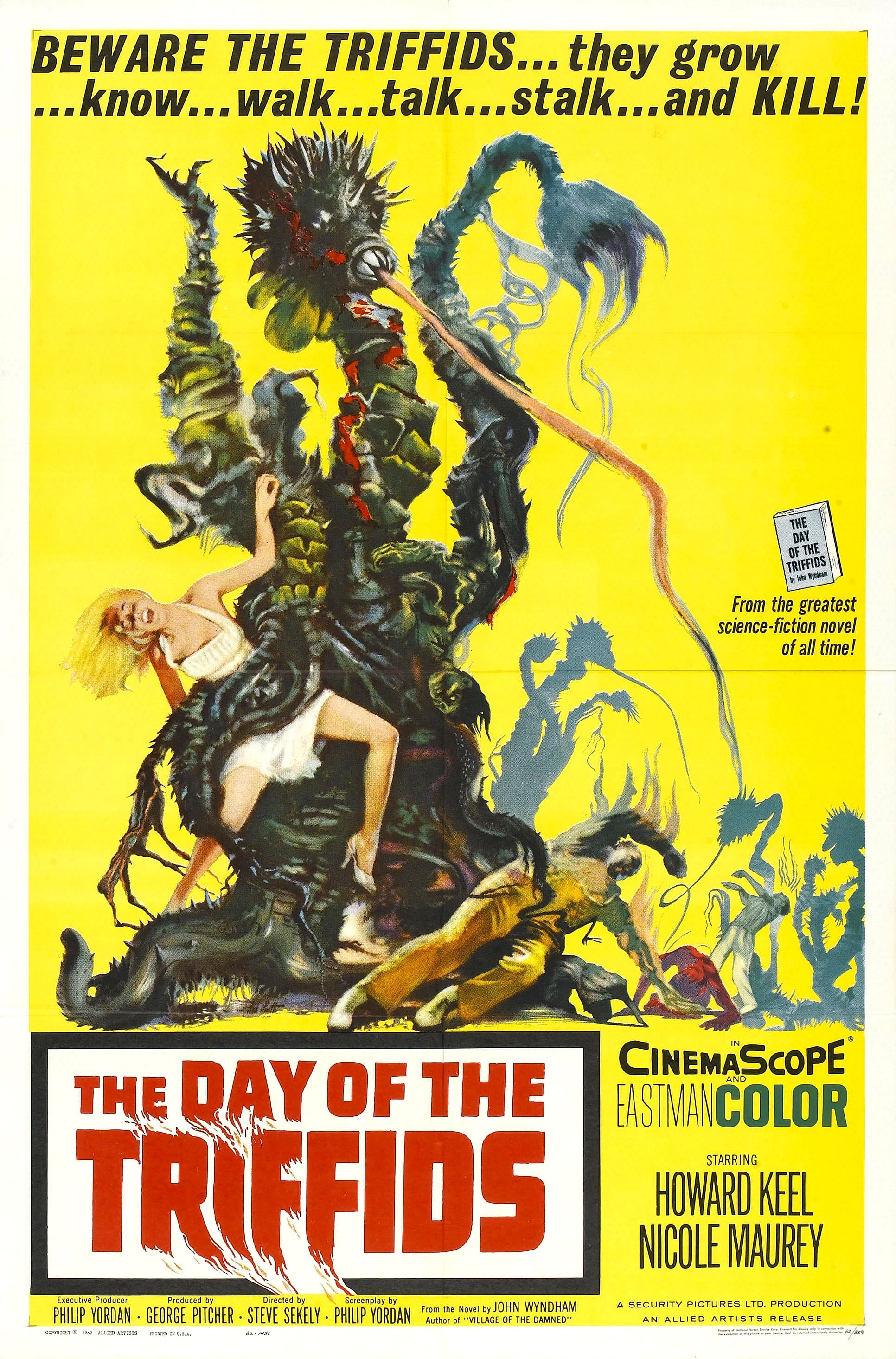
La película de 1962 de la novela de ciencia ficción de 1951 de John Wyndham El día de los trífidos retrató plantas agresivas y aparentemente inteligentes.

Tanto las plantas reales como las ficticias desempeñan una amplia variedad de roles en la literatura y el cine. Los roles de las plantas pueden ser malévolos, como con los trífidos, plantas carnívoras con un aguijón venenoso similar a un látigo y movilidad proporcionada por tres apéndices similares a patas, de la novela de ciencia ficción de John Wyndham de 1951 El día de los trífidos y las películas y obras de radio posteriores. La Tierra Media de J. R. R. Tolkien hace uso de muchos tipos de plantas nombradas, incluyendo la hierba curativa athelas la flor estrella amarilla elanor que crece en lugares especiales como Cerin Amroth en Lothlórien, y el alto árbol mallorn de los elfos. Tolkien nombra varios árboles individuales de importancia en la narrativa, incluyendo el Árbol de la Fiesta en la Comarca con sus asociaciones felices, y el malévolo Viejo Hombre Sauce en el Bosque Viejo. Los árboles aparecen en muchos de los libros de Ursula K. Le Guin, incluyendo El nombre del mundo es Bosque y la Arboleda Inmanente en Terramar en Los libros de Terramar hasta tal punto que en su introducción a su colección Los Doce Cuartos del Viento, admite tener "cierta obsesión con los árboles" y se describe a sí misma como "la escritora de ciencia ficción más arbóreo". La película de James Cameron de 2009 Avatar presenta un árbol gigante llamado Árbol Madre, el lugar sagrado de reunión de la tribu humanoides Na'vi; el árbol interconectado, la tribu y el planeta están amenazados por la minería: la tribu y el héroe de la película luchan por salvarlos. Los árboles son temas comunes en la poesía, incluyendo el poema lírico de 1913 de Joyce Kilmer titulado "Árboles". Las flores, de manera similar, son temas de muchos poemas de poetas como William Blake, Robert Frost y Rabindranath Tagore.

### En mitología y religión

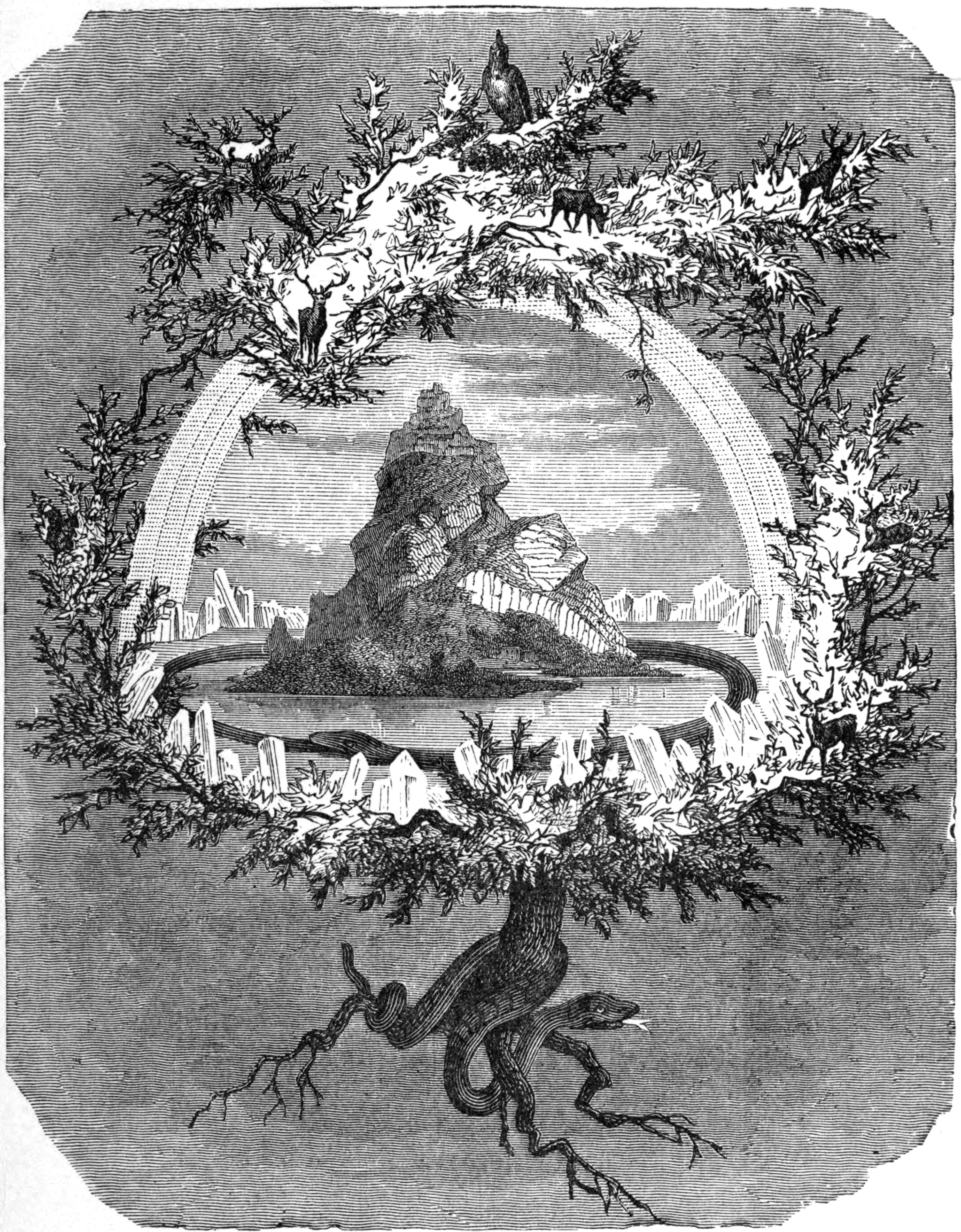
El Fresno Yggdrasil, el Árbol del mundo de la mitología nórdica, representado por Friedrich Wilhelm Heine en 1886

Las plantas tienen un papel destacado en la mitología y la religión, donde simbolizan temas como la fertilidad, el crecimiento, la inmortalidad y el renacimiento y pueden ser más o menos mágicas. Así, en la mitología letona, Austras koks es un árbol que crece desde el inicio del viaje diario del Sol a través del cielo. Un árbol cósmico diferente es Yggdrasil, el Árbol del mundo de la mitología nórdica, en el que Odín se colgó. Diferente aún es el árbol de percebe, que en la Edad Media se creía que tenía percebes que se abrían para revelar gansos, una historia que quizás comenzó con la observación de percebes de ganso creciendo en madera a la deriva. La mitología griega menciona muchas plantas y flores, donde, por ejemplo, el árbol de loto produce un fruto que causa una agradable somnolencia, mientras que moly es una hierba mágica mencionada por Homero en la Odisea con una raíz negra y flores blancas.
La mandrágora es alucinógena y sus raíces pueden parecerse a una figura humana, por lo que ha sido utilizada durante mucho tiempo en la magia y aún se usa en el paganismo contemporáneo como el Wicca y el Odinismo. Tabernanthe iboga se usa como alucinógeno en Gabón por sociedades secretas para ceremonias de iniciación. Las plantas mágicas también se encuentran en la mitología serbia, donde el raskovnik se supone que puede abrir cualquier cerradura. En el simbolismo budista, tanto el loto como el Árbol Bodhi son significativos. El loto es uno de los Ashtamangala (ocho signos auspiciosos) compartidos entre el budismo, el jainismo y el hinduismo, representando la pureza primordial del cuerpo, el habla y la mente, flotando sobre las aguas turbias del apego y el deseo. El Árbol Bodhi es el higuera sagrada bajo el cual se dice que el Buda alcanzó la iluminación; el nombre también se da a otros árboles Bodhi que se cree que se han propagado del árbol original.